# MÁV řada VIm
Lokomotivy řady VIm MÁV 651, resp. VImb KBD, byly nákladní parní lokomotivy s vlečným tendrem Malletova uspořádání.

## Vznik a vývoj

### Řada VIm MÁV
Důvodem ke konstrukci lokomotiv řady VIm byla potřeba vozby vlaků, jejichž hmotnost postupem času narůstala, po tratích na území maďarské části Rakousko-uherské monarchie, jejichž únosnost byla velmi omezená. Tyto lokomotivy, vyrobené v letech 1909 – 1919, nalezly uplatnění především na sklonově náročných tratích na území dnešního Rumunska, Chorvatska, Slovinska a Slovenska. Kromě MÁV si 24 těchto strojů v mírně odlišné verzi pořídila v letech 1912 - 1914 i Košicko-bohumínská dráha (pozdější řada 622.0 ČSD) a v roku 1917 si objednala ještě dalších 13 kusů, které již nestihla převzít.
Prvních 30 lokomotiv dodaných MÁV lokomotivkou MÁVAG Budapešť v letech 1909 – 1911 bylo označeno řadou VIm a čísly 4501 – 4530. Po zavedení nového značení byla těmto strojům přidělena řada 651 a obdržely čísla 651.001-030. V letech 1911 – 1914 pokračovaly dodávky stroji 651.031–058.
Po rozpadu Rakouska-Uherska si lokomotivy MÁV rozdělily nástupnické státy. Pouhých 5 strojů zůstalo u MÁV, 39 získaly CFR, 3 ČSD, 9 SHS (srbsko-chorvatské dráhy) a 2 FS.

### Řada VImb KBD
V provozu na štrbské rampě v podhůří Vysokých Tater se Košicko-bohumínské dráze osvědčily výkonné Malletovy lokomotivy řady VIm z let 1912 – 1914. Jelikož KBD potřebovala k zajištění provozu další výkonné lokomotivy, objednala v průběhu první světové války u florisdorfské lokomotivky sérii 13 podobných lokomotiv. Konstrukce těchto lokomotiv vycházela z maďarské řady 651, lišily se v některých parametrech, zejména použitím Brotanova kotle z důvodu naprostého nedostatku mědi ve válečném hospodářství.

## Maďarsko
V květnu roku 1922 bylo u lokomotivy 651.029 zpozorováno zborcení stropu topeniště. Proto byl u ostatních strojů řady 651 dočasně snížen maximální tlak v kotli na 13 bar a při opravách kotlů zvýšen počet rozpěrek. V roce 1931 byly ještě vyměněny odkalovací ventily.
Po znárodnění železniční společnosti DSA (Duna-Száva-Adria Vasút) byly 651 nasazeny na trase Sopron–Szombathely- Nagykanizsa. Lokomotivám byly přiřazeny kapacitnější tendry zrušených lokomotiv řady 222.
V roce 1956 byly všechny lokomotivy řady 651 vyřazeny.

## Československo
Lokomotivy 651.049, 651.050 a 651.055 byly původně přiděleny výtopně Zvolen. Tam se také dočkaly konce první světové války a připadly tak Československu. Při přečíslování v roce 1923 dostaly označení 623.001-03 a jejich trojnápravové tendry dostaly označení 514.001-03. Lokomotivy KBD byly po zestátnění KBD v roce 1924 převedeny pod ČSD a označeny řadou 622.0.
Lokomotivy objednané KBD v průběhu války byly dodány přímo ČSD. Zprvu byly označeny 651.501-13, od roku 1924 jim ČSD přidělily novou řadu 623.0, konkrétně čísla 623.004-16 s tendry 920.201-13.

### Provoz
Do roku 1930 byly lokomotivy umístěny ve výtopně Spišská Nová Ves. Po dodávkách nových, výkonnějších lokomotivy započal postupný přesun do Hanušovic a Šumperka, a to zejména kvůli vhodné přechodnosti a příznivému silovému působení na kolejnice při průjezdu oblouky. Do roku 1938 bylo přesunuto všech 16 strojů řady 623.0. Poté je převzaly Německé říšské dráhy a označily 51.001-016. Po válce se některé nacházely na území Rakouska a Polska. Nevrátila se pouze 623.006. Poslední byla zrušena 623.007 dne 21.9.1956. Lokomotivy řady 622.0 byly zrušeny v letech 1951–1957. Žádná lokomotiva těchto řad se nezachovala.

### Rekonstrukce
Lokomotivy byly konstruované na mokrou páru. Pro zhospodárnění provozu přikročily v roce 1938 železniční dílny v České Třebové k rekonstrukci na přehřátou páru. V ležatém kotli bylo původních 272 kouřovek nahrazeno 110 žárnicemi a 32 kouřovkami. Celková výhřevná plocha kotle se tak snížila na 171,46 m². Malotrubný přehřívač měl výhřevnou plochu 76,6 m². Jako novinka u ČSD byl instalován vzduchový servopohon rozvodu. Vzhledově se lokomotiva lišila především dlouhými přítokovými rourami k vysokotlakým (zadním) válcům a nasávací záklopkou za komínem.

## Rumunsko
Lokomotivy řady 651, které připadly Rumunsku, byly nasazeny do provozu na tratích Simeria-Petroşani-Lupeni, Cluj-Războieni, Cluj-Oradea a Braşov-Predeal. Udržovány byly v dílnách v Kluži. Na počátku roku 1950 měly CFR ve stavu 37 lokomotiv řady 651, z toho pouze 8 provozuschopných a 3 v dílnách. K 1. lednu 1953 byly již všechny lokomotivy zrušeny.

## Jugoslávie
Devět lokomotiv bylo označeno řadou 31. Nasazeny byly na trati Karlovac-Rijeka, a to i v postrkové službě. Po druhé světové válce zbyly v provozu dvě v depu Gračac a byly vyřazeny v 60. letech, kdy je vystřídaly dieselelektrické stroje řady 661.